# Stardust@home

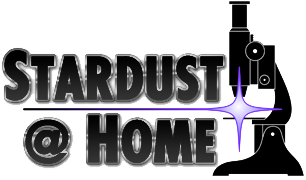
Stardust@home logo

Stardust@home is een online wetenschappelijk project waarbij vrijwilligers zoeken naar microscopisch kleine inslagkraters van interstellair stof in blokken aerogel. Het project begon data voor analyse aan te bieden vanaf 1 augustus 2006.

## De missie
De NASA-ruimtesonde Stardust wierp op 15 januari 2006 een capsule af boven de woestijn van Utah, met daarin de "Stardust Interstellar Dust Collector", een schijf met een diameter van 40 cm met aan beide zijden een collectie van 130 aerogelblokken, 1 tot 3 cm dik, met een oppervlakte van in totaal 1000 cm² (0,1 m²). Deze blokken waren blootgesteld aan de interstellaire ruimte met de bedoeling aan de ene kant stofdeeltjes van de komeet Wild 2 op te vangen, en aan de andere kant, ook wel de B-side genoemd, interstellaire stofdeeltjes, afkomstig van sterren. Dergelijke deeltjes, meer dan 4,6 miljard jaar oud, zijn eerder al aangetroffen in meteorieten, maar het stof van de Stardustmissie is jonger, hooguit een paar honderd miljoen jaar
en direct afkomstig vanuit de lokale interstellaire ruimte. Wetenschappers verwachten dat niet meer dan 45 deeltjes sterrenstof op deze manier verzameld zijn, tegen zo'n 1000 deeltjes stof afkomstig van de komeet Wild 2. Deze sterrenstofdeeltjes zijn ongeveer 1 micrometer groot. Hun aanwezigheid verraadt zich doordat ze tijdens het inslaan in de gel een inslagspoor nalaten, vele malen langer dan het deeltje zelf. Dit spoor is onder een microscoop zichtbaar, en onderscheidt zich van aardse vervuiling op het oppervlak van de gel omdat het tijdens het focussen van de microscoop scherp in beeld blijft.

## Focusfilmpjes
Op de Curatorial Facility van het Johnson Space Center in Houston zijn met een automatische microscoop bijna een miljoen zogenaamde focus movies, focusfilmpjes gemaakt. Deze filmpjes bestaan uit een serie opnames met verschillende focussering van een het hetzelfde gebied; ze zijn door vrijwilligers met een webbrowser te bekijken middels een zogeheten virtuele microscoop. Een eventueel inslagspoor kan dan door de gebruiker gemarkeerd worden.

Dit focusfilmpje laat zien hoe een inslagspoor er mogelijk uitziet. Voorbeeldfilmpjes als deze tonen sporen van deeltjes die ofwel afkomstig zijn van een collector van de Russische Mir, of anders van deeltjes die met 20 km/s met een vandegraaffdeeltjesversneller in Heidelberg
in een blok aerogel zijn geschoten. Het is niet zeker of de gezochte stofsporen er ook daadwerkelijk zo uit zullen zien.

## Vrijwilligers
Het project heeft bijna 30 000 ingeschreven vrijwilligers. Het Stardust@home-team heeft, bij wijze van erkenning, toegezegd dat het in zijn wetenschappelijke publicaties over zo'n deeltje de naam van de vinder als co-auteur zal vermelden. Ook zal het deeltje in de literatuur de naam krijgen die de vinder er aan geeft.

## Wetenschappelijke relevantie
Interstellair stof speelt een belangrijke rol bij ster- en planeetformatie; het zonnestelsel is gevormd uit dergelijk stof, 4,6 miljard jaar geleden. Door deze deeltjes te bestuderen hoopt men meer te weten te komen over hun vorm, grootte en samenstelling.

## Resultaten
Het Stardust@home team heeft ondertussen vier veelbelovende kandidaten aangewezen:
- Orion, een stofdeeltje rijk aan amorf aluminium, met een mineraal met spinelstructuur, ontdekt door Bruce Hudson
- Sirius, een deeltje in hetzelfde inslagspoor als het Orion-deeltje, rijk aan amorf magnesium
- Hylabrook, een kristallijn deeltje rijk aan magnesium, ontdekt door Naomi Wordsworth
- Merlin, een ijzer-koolstofdeeltje, ontdekt door Patrick Fougeray

Er zijn meer deeltjes onderzocht, maar deze waren ofwel afkomstig van het hitteschild van de sonde, ofwel van de zonnepanelen, of anderszins van aardse oorsprong.

## Tijdtafel[1]
- 7 februari 1999, lancering van de Stardust sonde
- Februari-maart 2000, eerste collectie interstellair stof verzameld
- Augustus-december 2002, voor de tweede keer interstellair stof verzameld
- 2 januari 2004, Stardust passeert Wild 2
- 15 januari 2006, Stardust landt in de woestijn van Utah
- 21 april 2006, begin van het automatisch scannen van de stofcollector
- 17 mei 2006, Stardust@home website online
- 1 augustus 2006, Stardust@home website biedt data voor analyse aan